# Bibelbeltet

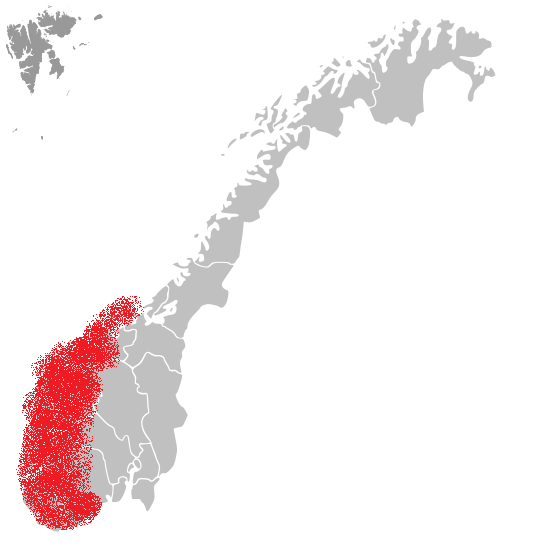
Globale ligging van de bibelbeltet in Noorwegen.

De bibelbelt (Noors: bibelbeltet, afgeleid van de Engelse term Biblebelt en overeenkomend met de Nederlandse term Bijbelgordel) is een regio aan de zuidwestkust van Noorwegen die religieuzer is dan de rest van het land. Doorgaans omvat de definitie Vestlandet (West-Noorwegen) en Sørlandet (Zuid-Noorwegen), dat bestaat uit de provincies Rogaland (vaak de "gesp" van de Bijbelgordel genoemd), Hordaland, Sogn og Fjordane, Møre og Romsdal, Vest-Agder en Aust-Agder. De meest verstedelijkte gebieden zoals Stavanger (ooit bekend als de 'religieuze hoofdstad van Noorwegen') zijn echter sterk geseculariseerd sinds de jaren 1960 en worden niet meer tot de bibelbelt gerekend.

## Karakter
Sociaaleconomische gendergelijkheid in de bibelbelt is het laagste in heel Noorwegen. Veel vrouwen werken in deeltijd, wat erop kan wijzen dat meer vrouwen in deze gebieden prioriteit geven aan thuis zijn met kinderen. De grote steden Bergen, Stavanger en Kristiansand behoren echter tot de gendergelijkste gemeenten van het land. In de Noorse taalstrijd heeft de bibelbelt in Vestlandet overweldigend de kant van het Nynorsk gekozen. Tijdens het referendum van 1926 over de opheffing van het alcoholverbod, stemde de bibelbelt in tegenstelling tot de rest van Noorwegen sterk tegen opheffing. De bibelbelt heeft ook een invloedrijke piëtistische beweging, die het centrale gezag van de Staatskerk van Noorwegen verwerpt. Het is de thuisbasis van veel zendinggenootschappen en de twee belangrijkste christendemocratische partijen, Moderate Venstre en de Kristelig Folkeparti. In Sørlandet gaan 2 op de 10 mensen 's zondags naar de kerk, vergeleken met gemiddeld iets minder dan 1 op de 10 in heel Noorwegen.
Agder en Rogaland hebben het hoogste percentage van gehuwde boeren en het laagste percentage samenwonenden. Rogaland en Sogn og Fjordane hebben het laagste aandeel van echtscheidingen en scheidingen van tafel en bed en die laatste provincie heeft ook hoogste ratio aan ongehuwde boeren. Volgens onderzoeksinstituut Forskning.no is dit relatiepatroon typisch voor de bibelbelt.

## Kleine Bijbelgordel
Er is ook een "kleine Bijbelgordel" (lille bibelbeltet) in het zuidoosten bij de Zweedse grens, waartoe Rømskog, Marker en Aremark worden gerekend.